# Bridgestone
Bridgestone Corporation (株式会社ブリヂストン Kabushiki-gaisha Burijisuton?) este un producător multinațional japonez de piese auto și camioane fondat în 1931 de Shojiro Ishibashi (石橋正二郎 Ishibashi Shōjirō?) din orașul Kurume, Fukuoka, Japonia. Numele Bridgestone provine dintr-o traducere aproximativă ishibashi, însemnând „podul de piatră” în japoneză.
Începând cu 2017, compania este cel mai mare producător de pneuri din lume, urmată de Michelin (Franța), Goodyear (Statele Unite), Continental (Germania) și Pirelli (Italia).
Grupul Bridgestone avea 181 instalații de producție în 24 de țări din iulie 2018.

## Legături externe
- Bridgestone Corporation English homepage
- Bridgestone Motorsport English homepage
- Bridgestone Bicycles Official site
- „Company history books (Shashi)”. Shashi Interest Group. aprilie 2016. — Wiki collection of bibliographic works on Bridgestone.